# Remember Monday
Remember Monday is een Britse  muziekgroep bestaande uit Lauren Byrne, Holly-Anne Hull en Charlotte Steel. De groep vertegenwoordigde Verenigd Koninkrijk op het Eurovisiesongfestival 2025 met het nummer "What the Hell Just Happened?".

## Biografie
De drie meiden ontmoetten elkaar op het Sixth Form College Farnborough. Aldaar vonden ze elkaar in hun passie voor muziek. De naam "Remember Monday" is een verwijzing naar het feit dat de meiden altijd muzieklessen op de maandag hadden. Het trio begon samen te zingen en deelde video's hiervan op het platform TikTok. In 2019 deed Remember Monday mee aan het achtste seizoen van "The Voice UK". Tijdens de blind auditions zongen de meiden "Kiss from a Rose" van Seal waarna vier stoelen omdraaiden en Remember Monday onderdeel werd van team Jennifer Hudson. Tijdens de battleronde zong Remember Monday het nummer "Home" van Phillip Phillips tegen Kieron Smith en wist de groep zich te plaatsen voor de knockoutronde. Hier werd de groep uitgeschakeld na het zingen van haar eigen nummer "Jailbreaker".
In 2023 verlieten de meiden haar oorspronkelijke banen om zich fulltime op muziek te kunnen richten. Sindsdien heeft Remember Monday diverse singles uitgebracht en twee Ep's:  Hysterical Women in 2023, gevolgd door Crazy Anyway in 2024. 
In 2025 werd Remember Monday intern geselecteerd om Verenigd Koninkrijk te vertegenwoordigen op het Eurovisiesongfestival 2025. Hier trad de groep aan met het nummer "What the Hell Just Happened?". De meidengroep kreeg 88 punten en behaalde daarmee de negentiende plaats.

## Discografie

### Ep's
| Jaar | Titel            |
| ---- | ---------------- |
| 2023 | Hysterical Women |
| 2024 | Crazy Anyway     |

### Singles
| Jaar | Titel                                         |
| ---- | --------------------------------------------- |
| 2019 | "Find My Way"                                 |
| 2020 | "Version of You"                              |
| 2021 | "Fat Bottomed Girls" (Queen cover)            |
| 2021 | "What I Know Now"                             |
| 2022 | "Nothing Nice to Say"                         |
| 2023 | "Let Down"                                    |
| 2024 | "Laugh About It"                              |
| 2024 | "Hand in My Pocket" (Alanis Morissette cover) |
| 2024 | "Show Face"                                   |
| 2024 | "Brown Eyed Girl" (Van Morisson cover)        |
| 2024 | "What The Girls Bathroom Is For"              |
| 2024 | "Famous"                                      |
| 2025 | "What the Hell Just Happened?"                |

1957: Patricia Bredin · 
1959: Pearl Carr & Teddy Johnson · 
1960: Bryan Johnson · 
1961: The Allisons · 
1962: Ronnie Carroll · 
1963: Ronnie Carroll · 
1964: Matt Monro · 
1965: Kathy Kirby · 
1966: Kenneth McKellar · 
1967: Sandie Shaw · 
1968: Cliff Richard · 
1969: Lulu · 
1970: Mary Hopkin · 
1971: Clodagh Rodgers · 
1972: The New Seekers · 
1973: Cliff Richard · 
1974: Olivia Newton-John · 
1975: The Shadows · 
1976: Brotherhood of Man · 
1977: Lynsey de Paul & Mike Moran · 
1978: Co-Co · 
1979: Black Lace · 
1980: Prima Donna · 
1981: Bucks Fizz · 
1982: Bardo · 
1983: Sweet Dreams · 
1984: Belle & The Devotions · 
1985: Vikki Watson · 
1986: Ryder · 
1987: Rikki · 
1988: Scott Fitzgerald · 
1989: Live Report · 
1990: Emma · 
1991: Samantha Janus · 
1992: Michael Ball · 
1993: Sonia · 
1994: Frances Ruffelle · 
1995: Love City Groove · 
1996: Gina G · 
1997: Katrina & the Waves · 
1998: Imaani · 
1999: Precious · 
2000: Nicki French · 
2001: Lindsay Dracass · 
2002: Jessica Garlick · 
2003: Jemini · 
2004: James Fox · 
2005: Javine Hylton · 
2006: Daz Sampson · 
2007: Scooch · 
2008: Andy Abraham · 
2009: Jade Ewen · 
2010: Josh Dubovie · 
2011: Blue · 
2012: Engelbert Humperdinck · 
2013: Bonnie Tyler · 
2014: Molly · 
2015: Electro Velvet · 
2016: Joe & Jake · 
2017: Lucie Jones · 
2018: SuRie · 
2019: Michael Rice · 
2021: James Newman ·
2022: Sam Ryder ·
2023: Mae Muller ·
2024: Olly Alexander ·
2025: Remember Monday